# Adrien Vachette

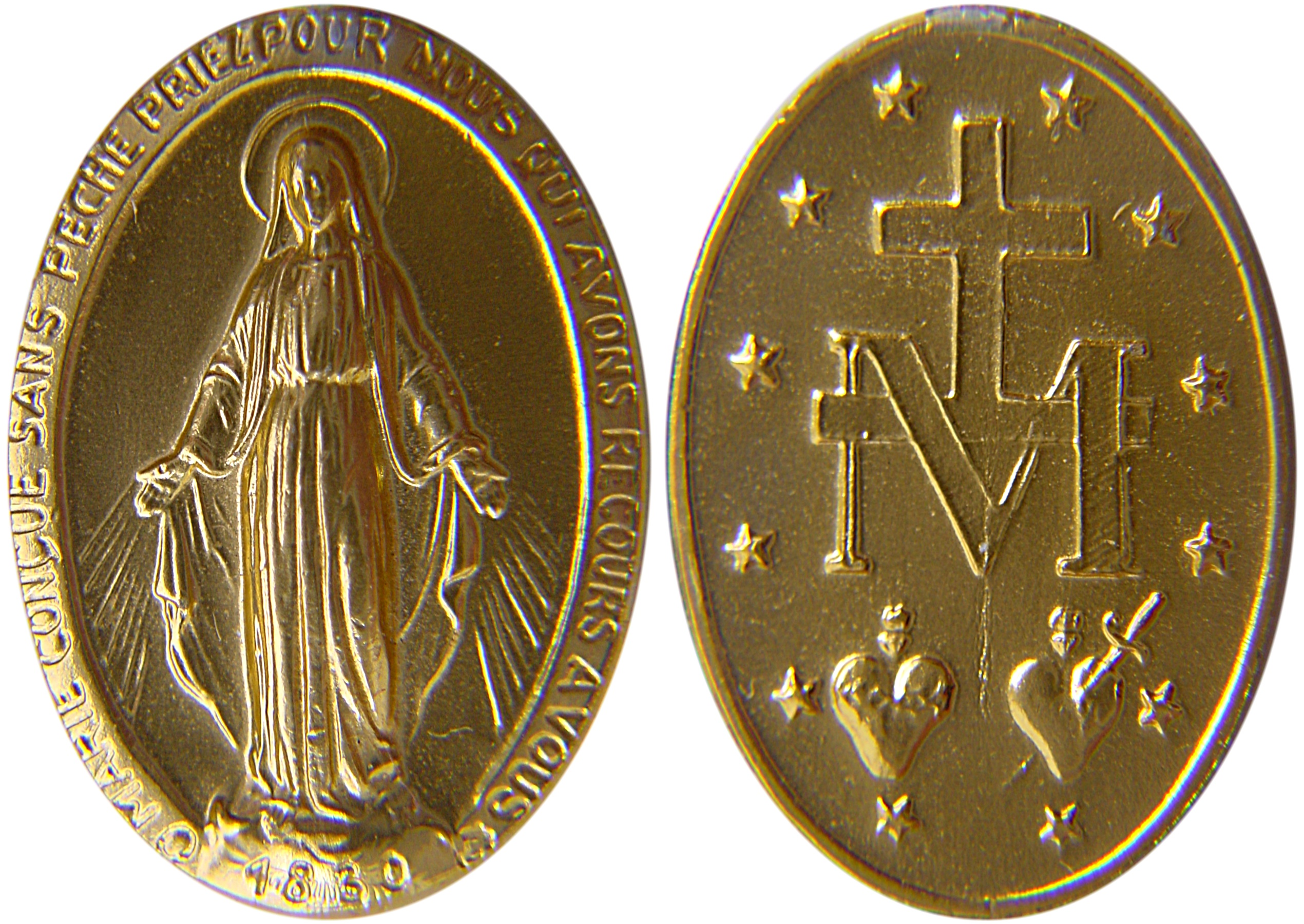
Zázračná medailka, kterou navrhl Adrien Vachette

Adrien-Jean-Maximilien Vachette (19. ledna 1753 Cauffry – 23. září 1839 Paříž) byl francouzský zlatník, stříbrník a podnikatel období klasicismu a historismu. Proslavil se návrhem a ražbou Zázračné mariánské medailky a výrobou zlatých tabatěrek s využitím miniatur a přírodních materiálů.

## Životopis
Narodil se v Cauffry a vyučil se zlatníkem u Pierra-Françoise Draise, který mu 21. července 1779 vystavil mistrovský list. Nějaký čas pracoval pro firmu zlatníka Charlese Ouizillea (Maison Charles Ouzille-Le-Moine) a pro zlatníka Mariu-Etienna Nitota, než si otevřel v Paříži vlastní dílnu a obchod na náměstí Dauphine, kde  se věnoval zlatnickému designu. Díky kontaktům s císařským dvorem Napoleona Bonaparta se zařadil mezi dvorní zlatníky, kreslíře a věkem k nejdéle činným designérům své doby.

## Dílo
- Na základě vidění svaté Kateřiny Labouré Vachette navrhl Zázračnou medailku, nazývanou také Medailka Neposkvrněného početí Panny Marie). V letech 1832–1836[5] si zavedl průmyslovou ražebnu, v níž bylo zhotoveno a následně prodáno více než dva miliony těchto medailek.

- Především tvořil zlatou galanterii. V období osvícenství to byly populární tabatěrky či pudřenky s malovanými miniaturami, s využitím broušených drahokamů, kamejí, minerálů, nových technik, jako byla mikromozaika, a dalších přírodních materiálů, jako perleť, slonovina nebo želvovina.[6] Mezi jeho žáky patřil Jean-Valentin Morel, který byl jeho učedníkem, než si otevřel vlastní obchod v Paříži.

## Galerie Vachettových prací

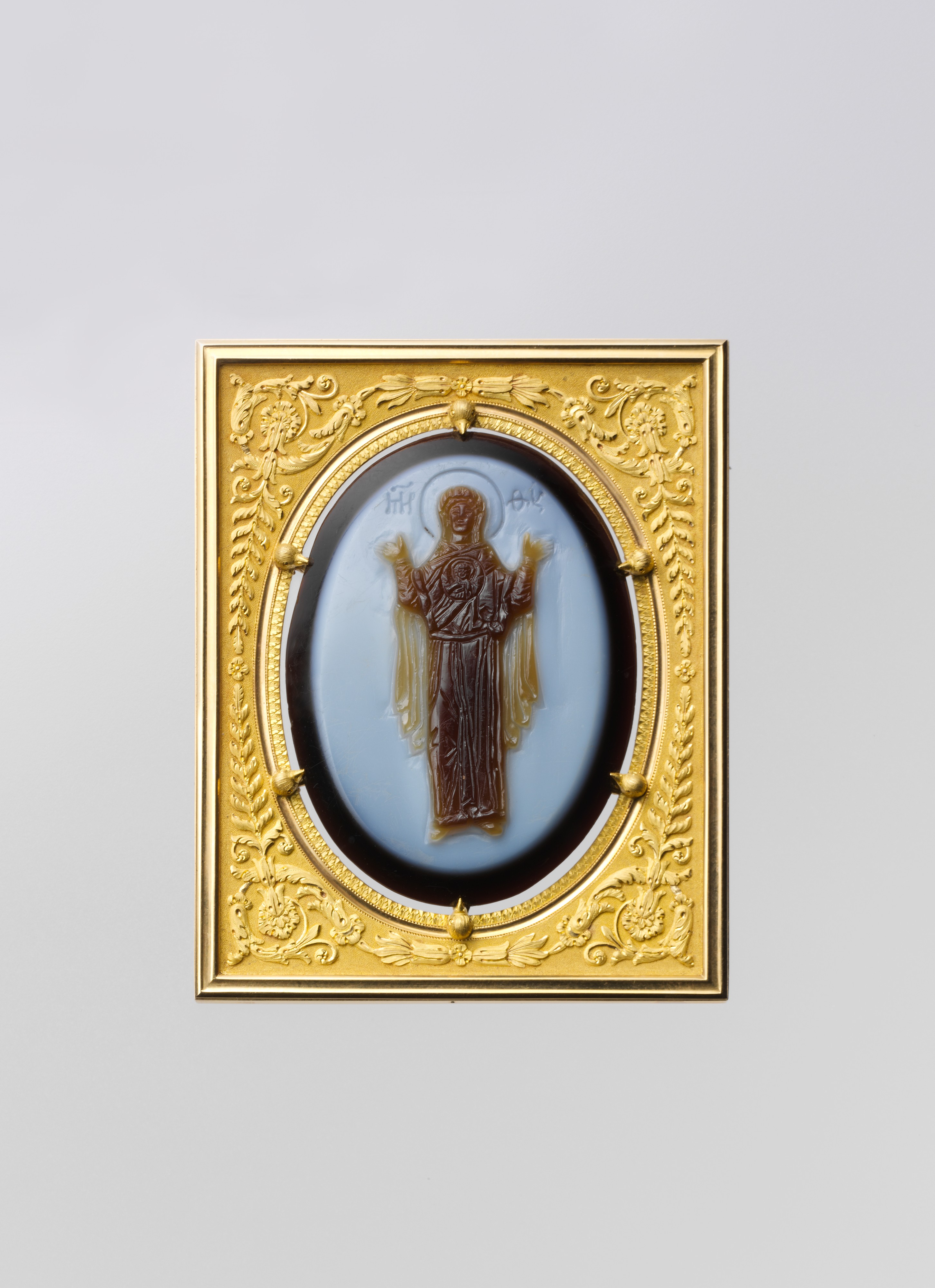
Kamej Panny Marie s dítětem
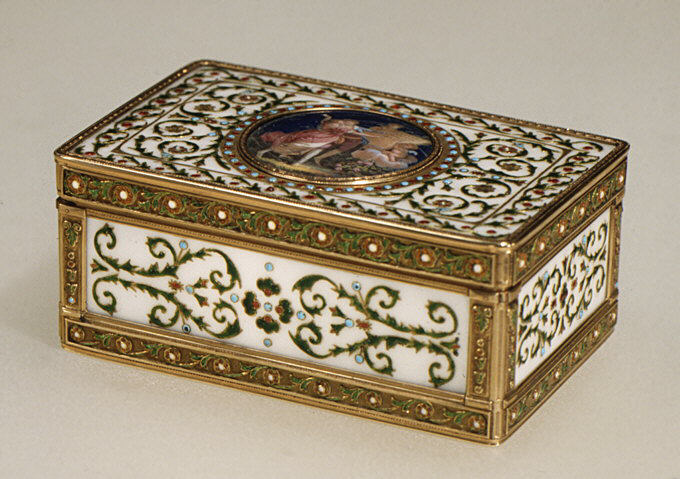
Tabatěrka, malba; zlato a platina
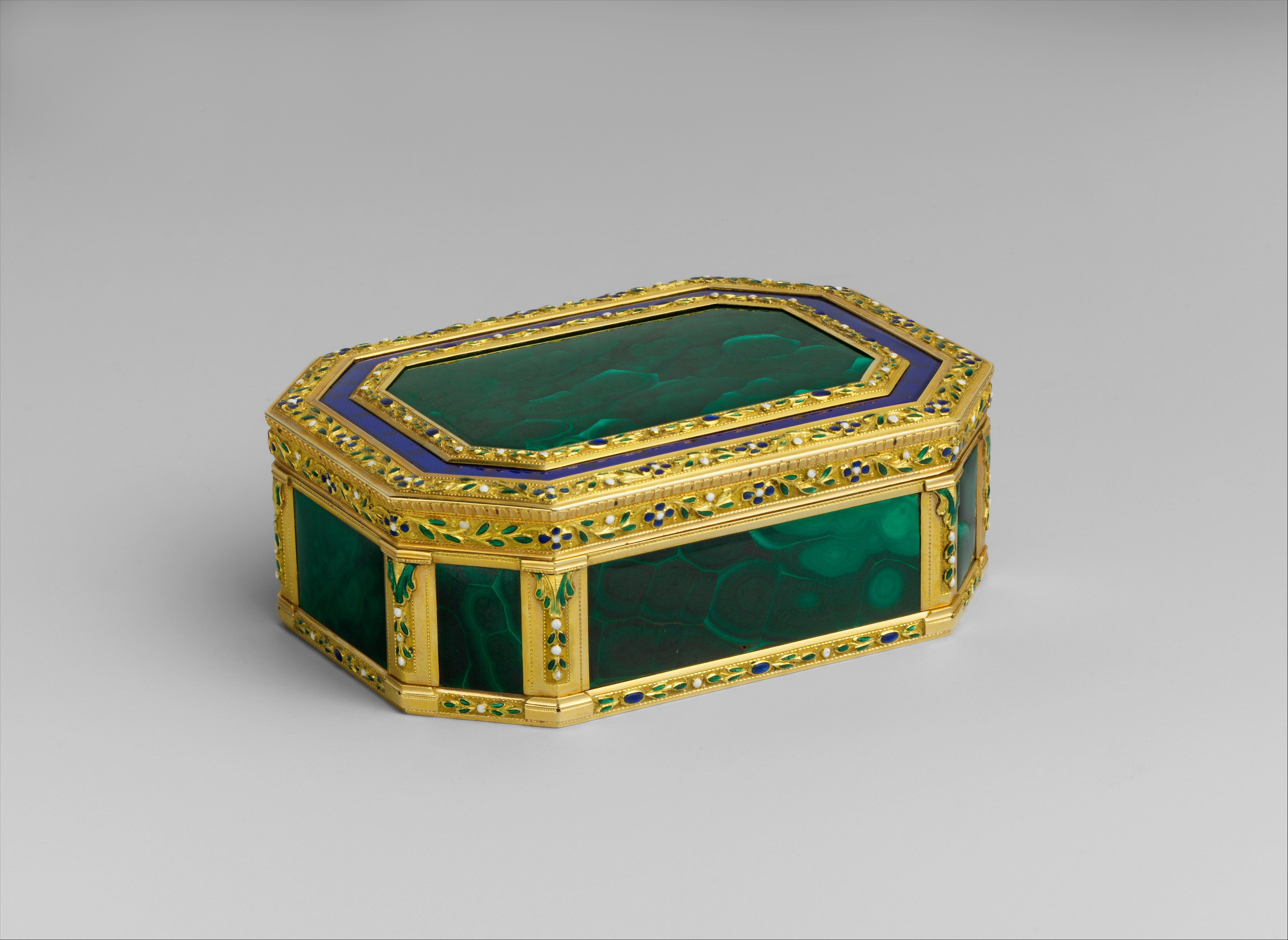
Tabatěrka; zlato a platina
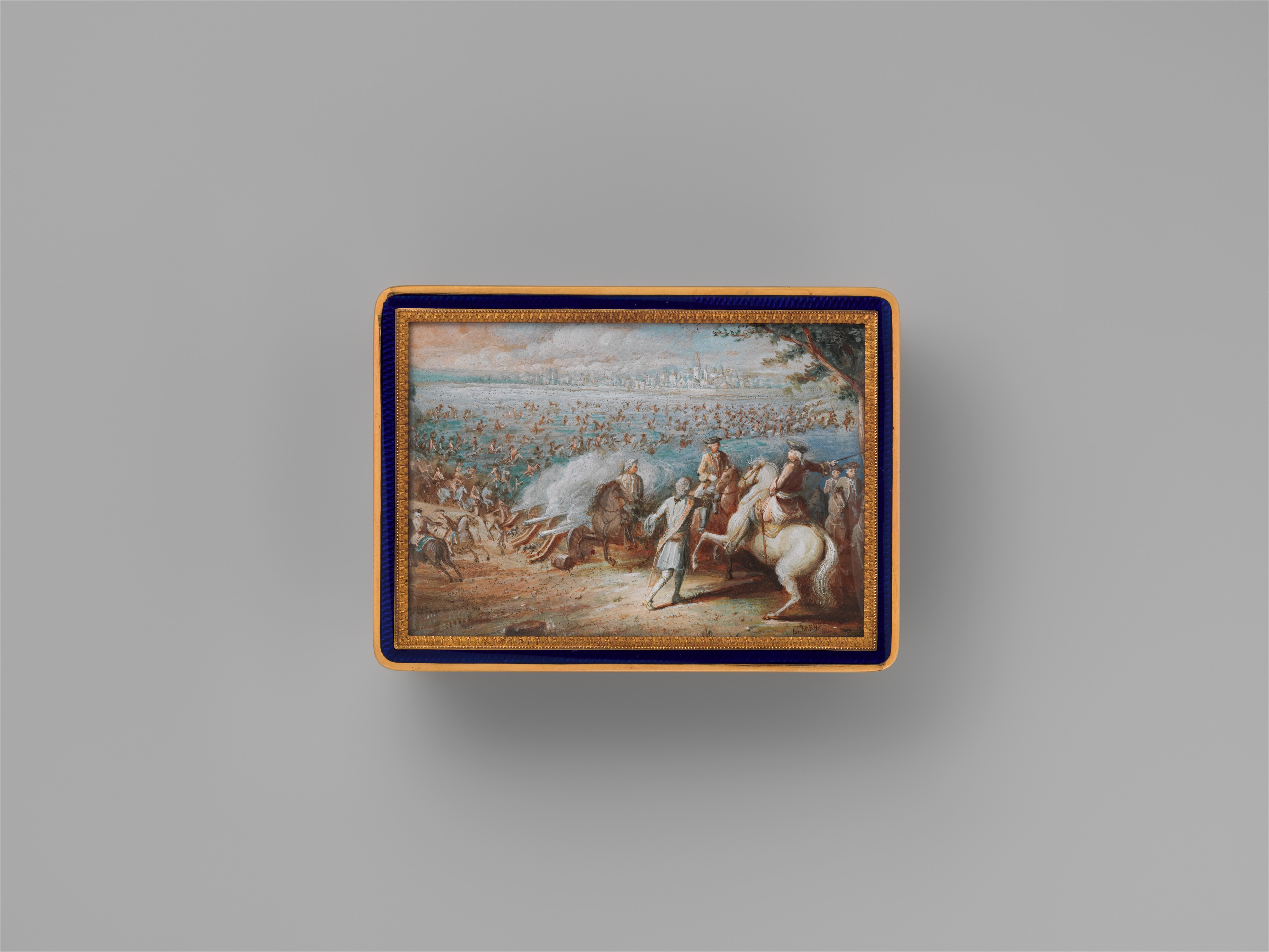
Tabatěrka s námořními výjevy; Ludvík XIV. překračuje Rýn v roce 1672
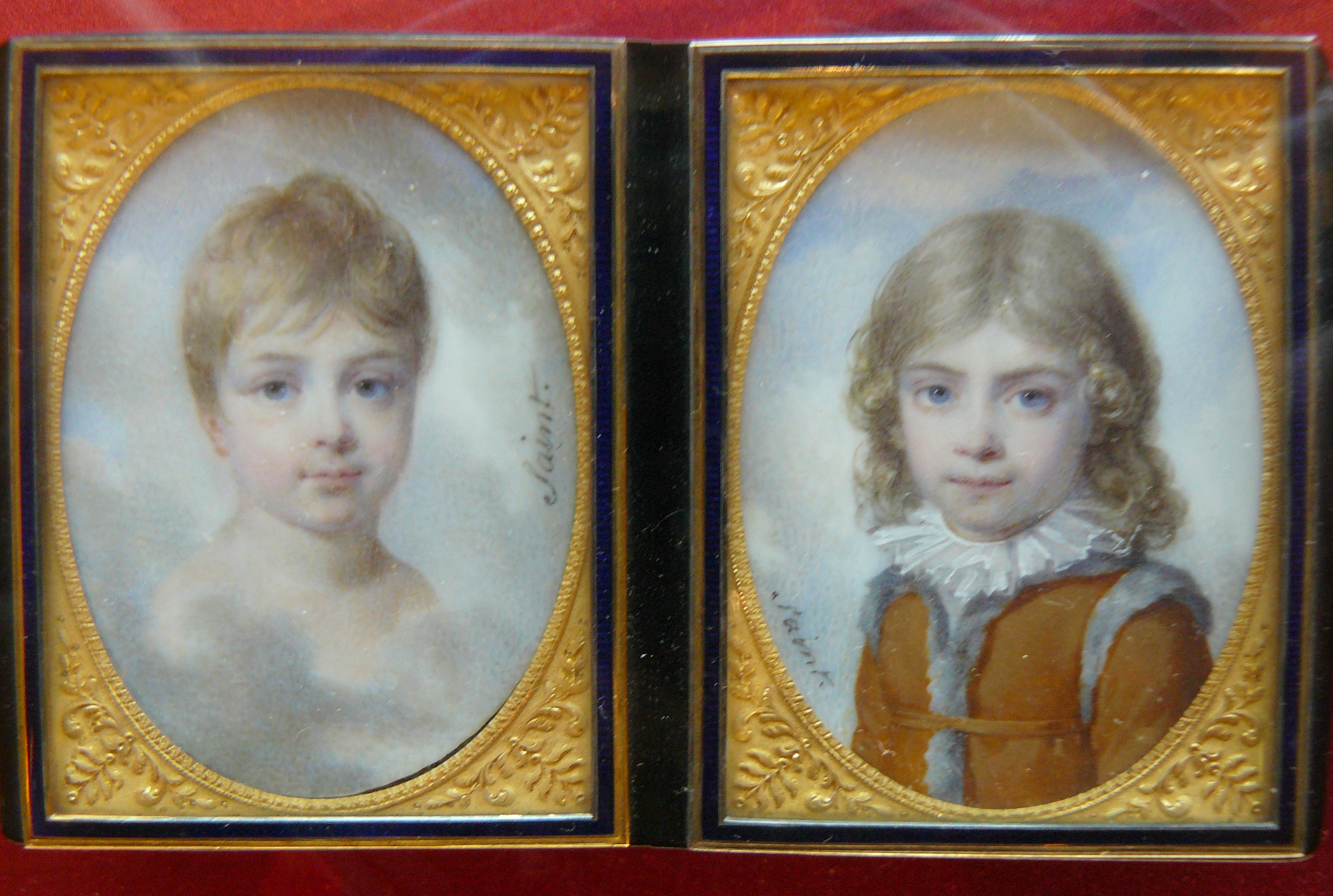
Děti Luciena Bonaparta, zlatník Adrien Vachette - Musée du Louvre
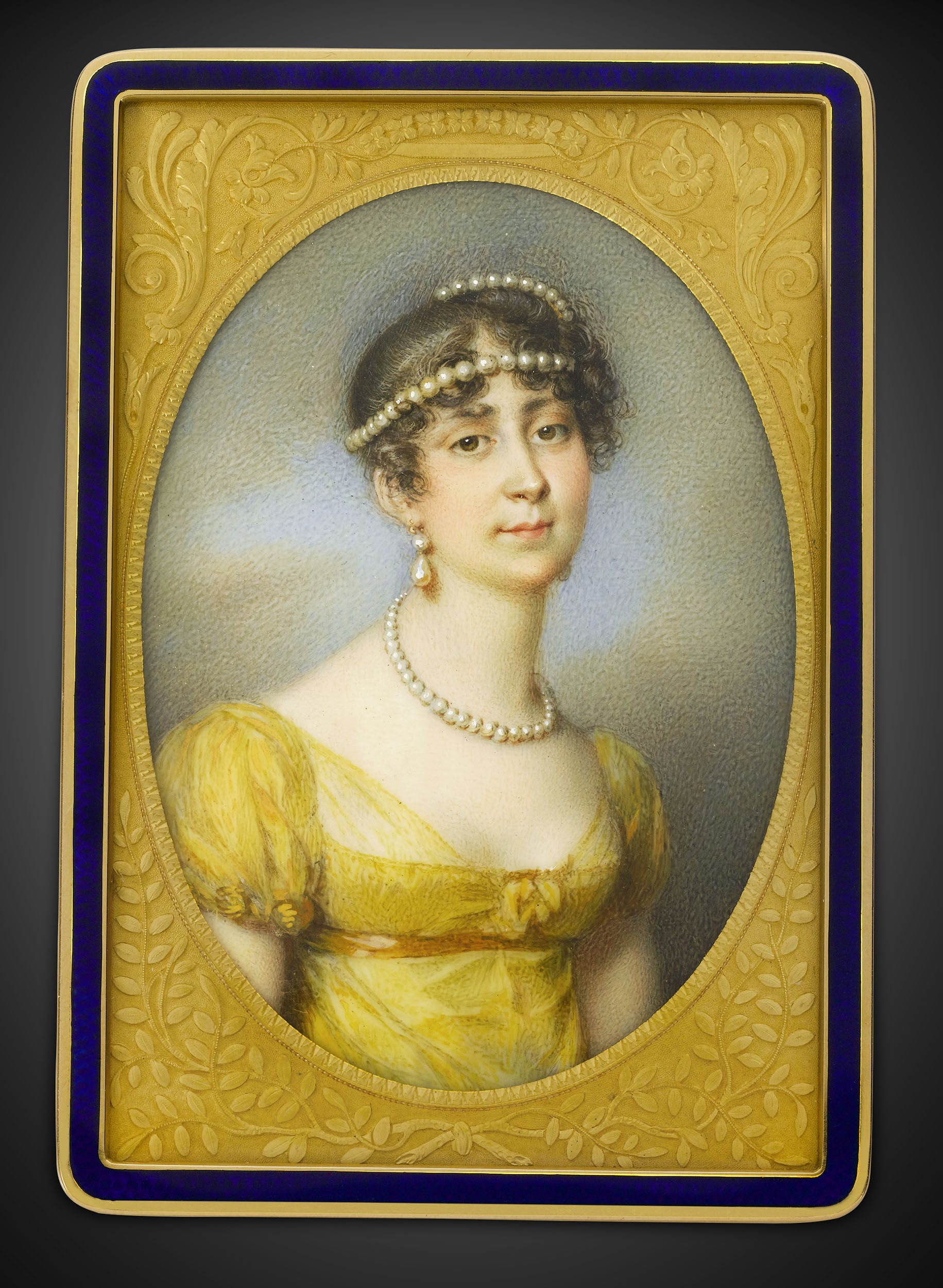
Tabatěrka s miniaturou císařovny Josefíny od J. B. Isabeye, 18karátové zlato, (kolem 1810)
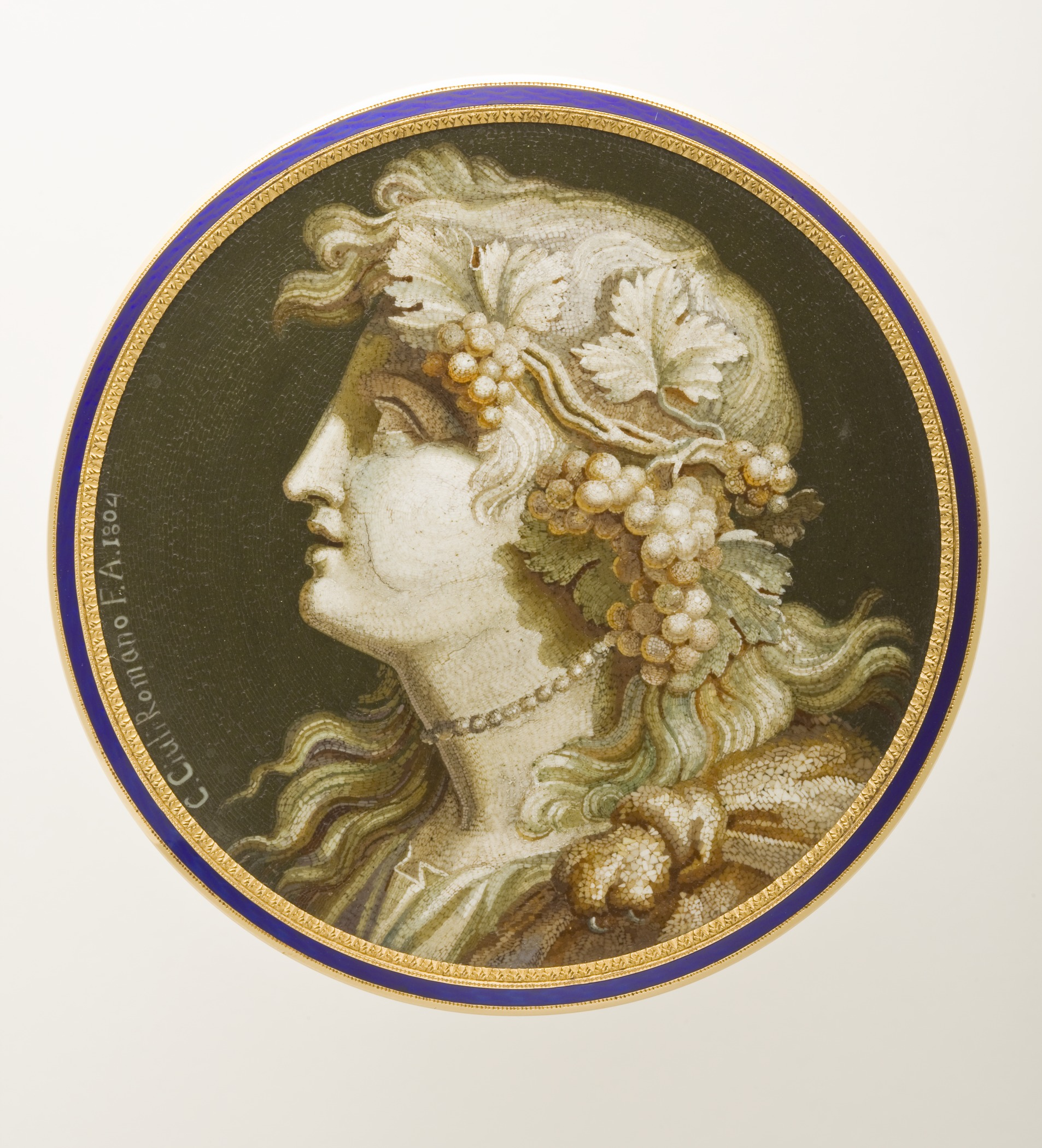
Tabatěrka s mikromozaikou Clementa Ciuliho, Řím-Paříž 1809-1819